# Zagłusze
Zagłusze (dawn. Pogorzelec-Zagłusze) – część wsi Kaliska w Polsce, położona w województwie mazowieckim, w powiecie węgrowskim, w gminie Łochów.
Rozpościera się wzdłuż ulicy Łochowskiej, na południe od Kalisk.
W latach 1975–1998 miejscowość administracyjnie należała do województwa siedleckiego.